# Heidi-Elke Gaugel
Heidi-Elke Gaugel (ur. 11 lipca 1959 w Schönaich) – niemiecka lekkoatletka specjalizująca się w biegach sprinterskich, brązowa medalistka olimpijska z Los Angeles (1984) w biegu sztafetowym 4 × 400 metrów. W czasie swojej kariery reprezentowała Republikę Federalną Niemiec.

## Sukcesy sportowe
- czterokrotna medalistka mistrzostw RFN w biegu na 100 metrów – trzykrotnie złota (1984, 1985, 1986) oraz srebrna (1981)[1]
- pięciokrotna medalistka mistrzostw RFN w biegu na 200 metrów – trzykrotnie złota (1984, 1985, 1986) oraz dwukrotnie brązowa (1979, 1981)[2]
- siedmiokrotna medalistka halowych mistrzostw RFN w biegu na 60 metrów – czterokrotnie złota (1981, 1982, 1983, 1986), dwukrotnie srebrna (1984, 1985) oraz brązowa (1980)[3]
- pięciokrotna medalistka halowych mistrzostw RFN w biegu na 200 metrów – czterokrotnie złota (1980, 1982, 1983, 1986) oraz srebrna (1981)[4]

| Rok  | Miasto      | Zawody                    | Konkurencja                           | Wynik                    |
| ---- | ----------- | ------------------------- | ------------------------------------- | ------------------------ |
| 1982 | Mediolan    | halowe mistrzostwa Europy | bieg na 200 m                         | brązowy medal            |
| 1984 | Los Angeles | igrzyska olimpijskie      | sztafeta 4 × 400 m sztafeta 4 × 100 m | brązowy medal 5. miejsce |
| 1986 | Madryt      | halowe mistrzostwa Europy | bieg na 60 m                          | 6. miejsce               |
| 1986 | Stuttgart   | mistrzostwa Europy        | sztafeta 4 × 400 m bieg na 100 m      | srebrny medal 8. miejsce |

## Rekordy życiowe
- bieg na 60 metrów (hala) – 7,24 – Sindelfingen 08/02/1986
- bieg na 100 metrów – 11,15 – Stuttgart 02/08/1985
- bieg na 200 metrów – 22,56 – Stuttgart 04/08/1985
- bieg na 200 metrów (hala) – 23,12 – Sindelfingen 06/02/1981